# 韋堅
韦坚（？—746年），字子金，京兆萬年（今陝西省西安市）人，唐代官员。父韋元珪。

## 生平
开元二十五年（737年），为长安县令，以干济闻。天宝元年（742年），韦坚擢为陕郡太守、水陆转运使。他的姐妹相继嫁给皇族，姐姐是薛王李隆業妃，妹妹韦氏则是太子李亨的正妃。韦坚的妻子是李林甫舅父姜皎的女兒，因此官運亨通，長期任轉運使，經營租稅，甚得唐玄宗歡心。在咸阳附近渭水旁作堰，截断浐灞，作一与渭水平行的漕渠，至华阴的永丰仓附近与渭水汇合；又在禁苑东望春楼开广运潭，以便漕运。
韋堅素與左相李適之交好，李林甫擔心自己權位受到威脅，與心腹構陷韋堅，授之以刑部尚書，奪去韋堅轉運使職位；二人遂交惡。韋堅與皇甫惟明爲好友，皇甫惟明常在玄宗面前數落李林甫。李林甫向玄宗稱皇甫惟明、韋堅欲扶持李亨造反，玄宗將二人貶出朝廷；二人不久均在被貶途中被殺，家產籍沒，子弟多被牽連。李適之亦因此被貶。事發，李亨懼而與韋堅妹離婚。
韋堅曾興修水運，卻因破坏民冢，招致民怨。李林甫為羅織韋堅罪名，令江淮地方搜集罪證；許多人受到盤剝，乃至裸死獄中。

## 家族
- 父亲：韦元珪
- 母亲：□氏
- 姐姐：韦□，女婿：惠宣太子
- 妹妹：韦□，女婿：唐肅宗
- 二弟：韦兰（被李林甫诛杀）
- 三弟：韦冰（被李林甫诛杀）
- 四弟：韦芝（被李林甫诛杀）
- 妻子：姜□（姜皎之女）
- 长子：韦谅（被李林甫诛杀），儿媳：□氏

## 延伸阅读
[在维基数据编辑]
 《舊唐書·卷105》，出自刘昫《舊唐書》
 《新唐書·卷134》，出自《新唐書》